# 塔依卜·萨利赫

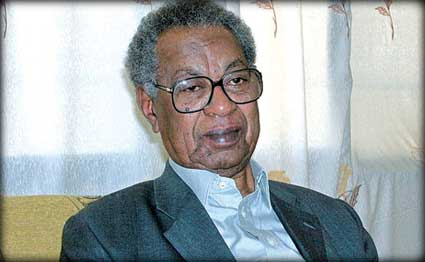
塔依卜·萨利赫

塔依卜·萨利赫 （1929年7月12日 - 2009年2月18日） 是苏丹作家、小说家，也是联合国教育、科学及文化组织的工作人员。  他的小说和短篇故事被翻译成英语和其他十几种语言。 
他生於蘇丹北方州，毕业于喀土木大學。1953年移居英国，并在牛津大学學習。20世纪90年代末，苏丹政府抨击塔依卜·萨利赫的作品帶有色情，并亵渎了伊斯兰教义。2009年2月18日，塔依卜·萨利赫因肾衰竭在伦敦一家医院去世，享年80岁。他的遗体被運回苏丹埋葬。